# Baetis maurus
Baetis maurus is een haft uit de familie Baetidae. De wetenschappelijke naam van de soort is voor het eerst geldig gepubliceerd in 1938 door Kimmins.
De soort komt voor in het Palearctisch gebied.